# Казе Менончело (Тревизо)
Казе Менончело је насеље у Италији у округу Тревизо, региону Венето.
Према процени из 2011. у насељу је живело 19 становника. Насеље се налази на надморској висини од 12 м.